# 小山田浩子
小山田 浩子（おやまだ ひろこ、1983年11月2日 - ）は、日本の小説家。広島県広島市佐伯区生まれ。広島大学文学部日本文学語学講座卒業。広島市在住。広島東洋カープのファン。

## 経歴
大学卒業後、編集プロダクション、大手自動車メーカー子会社など職場を転々とする。
2010年、「工場」で第42回新潮新人賞を受賞。
2013年、単行本『工場』で第26回三島由紀夫賞候補、第30回織田作之助賞受賞、第4回広島本大賞（小説部門）受賞。
2014年、「穴」で第150回芥川龍之介賞を受賞。同年、第30回県民文化奨励賞（第30回記念特別賞）を受賞。英国文芸誌『GRANTA』に短編が掲載され、オーストリアで開かれた文学イベント「Literature in autumn:Echoes from Japan」に青山七恵、辻仁成、ドリアン助川、中村文則、柳美里らと共に招待された。2024年、初の食エッセイ『小さい午餐』を刊行。

## 作品

### 単行本
- 『工場』（2013年3月、新潮社 / 2018年8月、新潮文庫）

工場（『新潮』2010年11月号）
ディスカス忌（『新潮』2012年9月号）
いこぼれのむし（『新潮』2011年5月号）
- 『穴』（2014年1月、新潮社 / 2016年7月、新潮文庫）

穴（『新潮』2013年5月号）
いたちなく（『新潮』2013年7月号）
ゆきの宿（書き下ろし）
- 『庭』（2018年3月、新潮社 / 2020年12月、新潮文庫）

うらぎゅう（『群像』2013年4月号）
彼岸花（『GRANTA JAPAN with 早稲田文学 01』）
延長（『早稲田文学』2014年秋号）
動物園の迷子（『MONKEY』vol.6）
うかつ（『新潮』2015年1月）
叔母を訪ねる（『すばる』2015年1月号）
どじょう（『GRANTA JAPAN with 早稲田文学 03』）
庭声（『文學界』2015年8月号）
名犬（『新潮』2016年1月号）
広い庭（『文學界』2016年8月号）
予報（『三田文学』2016年夏季号）
世話（『MONKEY』vol.12）
蟹（『早稲田文学増刊 女性号』）
緑菓子（『MONKEY』vol.13）
家グモ（『文學界』2018年1月号）
- 『小島』（2021年4月、新潮社 / 2023年11月、新潮文庫）

小島（『新潮』2019年1月号）
ヒヨドリ（『群像』2018年10月号）
ねこねこ（『群像』2019年3月号）
けば（『たべるのがおそい』vol.7）
土手の実（『ランバーロール 02』）
おおかみいぬ（『徳島文學』第二号）
園の花（『文學界』2019年6月号）
卵男（『文藝』2019年秋季号）
子猿（『文學界』2020年1月号）
かたわら（『新潮』2020年7月）
異郷（『早稲田文学』2014年冬号）
継承（『早稲田文学』2015年秋号）
点点（『新潮』2021年4月号）
はるのめ（『飛ぶ教室』2020年春号）
- 『最近』（2024年11月、新潮社）

赤い猫（『新潮』2023年1月号）
森の家（『新潮』2023年3月号）
カレーの日（『新潮』2023年5月号）
おおばあちゃん（『新潮』2023年7月号）
遭遇（『新潮』2023年9月号）
ミッキーダンス（『新潮』2023年11月号）
えらびて（『新潮』2024年1月号）
- 『ものごころ』（2025年2月、文藝春秋）

はね（『文學界』2021年2月号）
心臟（『文藝』2021年夏季号）
おおしめり（『MONKEY』vol.25、2021年10月）
絵画教室（『新潮』2021年9月号）
海へ（『文學界』2021年12月号）
種（『すばる』2022年1月号）
ヌートリア過ぎて（『文學界』2022年4月号）
蛍光（『文學界』2022年11月号）
ものごころごろ（『すばる』2023年1月号）
- 『作文』（2025年7月、U-NEXT）

エッセイ集
- 『パイプの中のかえる』（2023年11月、twililight）
- 『かえるはかえる: パイプの中のかえる2』（2023年11月、twililight）
- 『小さい午餐』（2024年9月、twililight）

### エッセイ・対談他
- 受賞記念対談 小山田浩子×川上弘美 日常と幻想のあいだ（『文學界』2014年3月号）
- 受賞記念エッセイ 穴のころのこと（『文學界』2014年3月号）
- 被爆三世として、母として、内なる「広島」を書く（『文學界』2017年4月号）
- 問い直す視野（古川真人『四時過ぎの船』書評、『波』2017年9月号）
- 球炎と話す（『中国新聞 第70回新聞大会記念特集号』2017年10月16日）
- そう思った自分こそ駄目じゃないか（『新潮』2019年5月号）

### 作品の翻訳
- 『穴』（2017年9月 韓国語 翻訳：韓成禮）
  - 収録作：「穴」「工場」「叔母を訪ねる」
- 『The Factory』（2019年 英語 翻訳：デイヴィッド・ボイド）
- 『The Hole』（2020年 英語 翻訳：デイヴィッド・ボイド）
- 『Weasels in the Attic』（2022年 英語 翻訳：デイヴィッド・ボイド）